# 罗尔斯·罗伊斯BR700
罗尔斯·罗伊斯BR700家族是由BMW与罗尔斯·罗伊斯合资研发生产的涡轮扇发动机，用于支线飞机以及商务飞机。第一个型号BR710于1995年首次试机，2000年罗尔斯·罗伊斯得到公司的全部控制权并改名为“罗尔斯·罗伊斯德国”。

## 應用
BR710
- 灣流V（英语：Gulfstream V）/灣流G550/G500
- 龐巴迪環球快車/環球6000/環球5000

BR715
- 波音717

BR725
- 灣流G650/G650ER

Pearl 15
- 龐巴迪環球5500/6500

Pearl 700
- 灣流G700/G800

Pearl 10X
- 達梭獵鷹10X（英语：Dassault Falcon 10X）

F130
- 波音B-52J

## 参見
类似引擎
- 通用電氣CF34
- 通用電氣護照发動機（英语：General Electric Passport）
- 普惠加拿大PW800（英语：Pratt & Whitney Canada PW800）
- 進步設計局D-436（英语：Progress D-436）
- 動力噴射SaM146（英语：PowerJet SaM146）
- 斯奈克瑪銀冠发動機（英语：Snecma Silvercrest）